# Synodianos
Synodianos a fost pentru o scurtă perioadă de timp catepan bizantin de Italia în anul 1042 (februarie – aprilie).
Synodianos a fost numit de către împăratul bizantin Mihail al V-lea Calafates, după moartea predecesorului pe tronul Constantinopolului, Mihail al IV-lea Paflagonianul. Noul catepan a solicitat imediat orașelor grecești din Apulia care trecuseră de partea răsculaților să se predea și a început adunarea unei armate cu ajutorul căreia să recupereze acele cetăți. În acel moment însă, Synodianos a fost rechemat la Constantinopol în condițiile în care tronul bizantin a fost preluat în aprilie 1042 de către împărăteasa Zoe după moartea lui Mihail al V-lea.